# Bridget Jones : Folle de lui
Cet article concerne le roman. Pour le film, voir Bridget Jones : Folle de lui (film).
Bridget Jones : Folle de lui (titre original : Bridget Jones: Mad About the Boy) est un roman d’Helen Fielding paru en 2013.

## Résumé
Bridget Jones a deux enfants, William, surnommé Billy, qui est en école primaire et Mabel, petite fille qui est en maternelle. Veuve depuis quelques années à la suite du décès de son mari Mark Darcy, elle tente de gérer les problèmes de la vie courante malgré ses travers qui sont toujours les mêmes que lorsqu'elle avait trente ans et était célibataire. Poussée par ses amis, elle perd du poids et s'inscrit sur des sites de rencontres. Petit à petit, elle reprend confiance en elle et commence une relation intime avec Roxster, un jeune homme de vingt-neuf ans,,. 

## Adaptation cinématographique
L'adaptation cinématographique du roman, Bridget Jones : Folle de lui sort en 2025. Elle fait suite aux trois autres films de la franchise : Le Journal de Bridget Jones (2001), Bridget Jones : L'Âge de raison (2004) et Bridget Jones Baby (2016).